# Михайло Курилович
Михайло Курилович (пол. Michał Kuryłowicz; 26 вересня 1858, Налужжя — 6 лютого 1919, Львів) — австрійський правник і військовик українського походження, генерал-аудитор австро-угорської армії.

## Життєпис
Народився 26 вересня 1858 року в селі Налужжя на Тернопільщині в сім'ї греко-католицького священника Михайла Куриловича і його дружини Юлії з дому Тофан, рідний брат судді і громадсько-політичного діяча Володимира Куриловича.
Закінчив цісарсько-королівську державну гімназію в Бережанах та юридичний факультет Львівського університету (1882). 3 квітня 1878 року вступив як річник-волонтер до 55-го Галицького полку піхоти в Бережанах.
У листопаді 1879 року отримав звання поручника резерву. Після закінчення студій і складення екзаменів розпочав практику у Вищому військовому суді у Відні. У травні 1885 року розпочав працю як суддя Гарнізонного суду в місті Арад. У 1887 році як капітан-аудитор переїхав до Львова для праці в тамтешньому гарнізонному суді. У 1888 році переведений до 30-го Галицького полку піхоти у Львові на посаду аудитора і працював там 4 наступні роки. Упродовж 1892—1894 років керував Гарнізонним судом у Тарнові. 3 березня 1895 року переведений до 20-го полку ландверу в Станиславові і приділений до Коменди ландверу в Кракові правовим референтом (нім. Justitz-Referent). У 1899 році переведений на таку саму посаду до Коменди ландверу в Перемишлі. У 1908 році переведений до Львова, а 26 жовтня 1910 року до Відня на посаду референта в справах правосуддя при Інспектораті жандармерії. У червні 1914 року його призначили головним військовим захисником, а 12 вересня 1915 року — президентом сенату Вищого військового суду. 1 серпня 1916 року Михайло Курилович вийшов на пенсію.
Помер раптово 6 лютого 1919 року у Львові, похований на Личаківському цвинтарі. 6 жовтня 1919 року посмертно прийнятий до Польського війська.

## Звання
- Поручник (1879)
- Надпоручник-аудитор (1885)
- Капітан-аудитор II класу
- Капітан-аудитор І класу
- Майор-аудитор (1896)
- Підполковник-аудитор (1901)
- Полковник-аудитор (1908)
- Генерал-аудитор (30.10.1912)[2]

## Нагороди
- Орден Залізної Корони III ступеня[2]
- Лицарський хрест ордена Франца Йосифа[2]
- Ювілейна пам'ятна медаль 1898[2]
- Ювілейний хрест[2]